# 中央沟
中央沟（英文：Central sulcus），亦称中央裂，是大脑最为显著的脑沟之一。中央沟分隔大脑两个主要的“叶”。其前部是额叶，后部是顶叶。与中央沟相邻的两个脑回分别为中央前回和中央后回。其中，中央前回包括大脑的初级运动皮层和前运动区的部分；中央后回是大脑的体感皮层的所在处。中央沟向下方一直延伸到外侧沟附近。
中央沟时常被称为“Rolandic沟”，以纪念意大利神经解剖学家路易吉·罗兰多。

## 外部連結
- head and neck(頭頸部)-大腦溝與迴(cerebral gyru and sulcus)（页面存档备份，存于）